# Дневник зверского избиения московских бояр
Дневник зверского избиения Московских бояр в столице в 1682 году и избрания двух царей Петра и Иоанна (пол. Diariusz zaboystva tyrańskiego senatorów Moskiewskich w stolicy roku 1682 y s obraniu dwoch carów Joanna y Piotra) — сочинение, описывающие события стрелецкого восстания и борьбу боярских партий в 1682 году в Москве. Написан в 1683 году, автор неизвестен.

## Содержание
«Дневник зверского избиения московских бояр в столице в 1682 году и избрания двух царей Петра и Иоанна» был написан на польском языке в 1683 году неизвестным автором. Известно только, что автор был поляком католического вероисповедания. В 1901 году «Дневник...» был издан на русском языке в переводе А. Василенко. 
Автор «Дневника...» подробно описывал в своём сочинении события стрелецкого восстания и борьбу боярских партий в 1682 года в Москве. Сам «Дневник...» сохранился не полностью, отсутствует окончание рукописи. Сочинение используется историками в качестве одного из важных документальных источников.